# Diputación Provincial de Murcia
La Diputación Provincial de Murcia fue una institución de gobierno de la Provincia de Murcia, según la división territorial de España en 1833, donde aparece la región biprovincial de Murcia, heredera del Reino de Murcia, constituida por Murcia y Albacete.
Tras la promulgación del Estatuto de Autonomía de la Región de Murcia el 9 de junio de 1982, materializándose en el Real Decreto de 10 de julio de 1982, de acuerdo a la Constitución de 1978,  se extingue la Diputación Provincial de Murcia,  constituyéndose en Comunidad Autónoma de la Región de Murcia, comunidad autónoma uniprovincial, asumiendo desde entonces el gobierno de la provincia el Consejo de Gobierno de la Región de Murcia.